# Palm Springs (Florida)
Palm Springs és una població dels Estats Units a l'estat de Florida. Segons el cens del 2000 tenia 11.699 habitants.

## Demografia
Segons el cens del 2000, Palm Springs tenia 11.699 habitants, 5.148 habitatges, i 2.970 famílies. La densitat de població era de 2.805,6 habitants/km².
Dels 5.148 habitatges en un 26,7% hi vivien nens de menys de 18 anys, en un 39,7% hi vivien parelles casades, en un 13,5% dones solteres, i en un 42,3% no eren unitats familiars. En el 33,7% dels habitatges hi vivien persones soles el 13,9% de les quals corresponia a persones de 65 anys o més que vivien soles. El nombre mitjà de persones vivint en cada habitatge era de 2,27 i el nombre mitjà de persones que vivien en cada família era de 2,9.
Per edats la població es repartia de la següent manera: un 21,6% tenia menys de 18 anys, un 8,1% entre 18 i 24, un 32,9% entre 25 i 44, un 20,6% de 45 a 60 i un 16,8% 65 anys o més.
L'edat mediana era de 37 anys. Per cada 100 dones de 18 o més anys hi havia 85,5 homes.
La renda mediana per habitatge era de 36.026 $ i la renda mediana per família de 42.430 $. Els homes tenien una renda mediana de 30.920 $ mentre que les dones 26.106 $. La renda per capita de la població era de 18.763 $. Entorn del 4,9% de les famílies i el 7,9% de la població estaven per davall del llindar de pobresa.

## Poblacions properes
El següent diagrama mostra les poblacions més properes.